# Троян, Елена Викторовна
Елена Викторовна Троян (род. 12 декабря 1974, Чусовой, Пермская область) — советская и российская самбистка, дзюдоистка, чемпионка и призёр чемпионатов России по дзюдо, обладательница Кубка России по самбо, призёр чемпионата России по самбо, чемпионка Европы по самбо, мастер спорта России международного класса по самбо, мастер спорта России по дзюдо. Тренер-преподаватель 2 категории.

## Биография
Увлеклась борьбой в 1986 году. В 1989 году переехала в Пермь, где стала тренироваться под руководством Марата Бибарцева. В следующем году стала призёром первенства СССР в Волгограде. В 1991 году выполнила норматив мастера спорта СССР.
В начале 1990-х годов у неё диагностировали остеохондроз. Она оставила спорт и полгода проработала швеёй. Под руководством тренера в течение четырёх лет меняла технику борьбы чтобы не повредить спину. В результате ей удалось вернуться в большой спорт.
Должна была участвовать в Олимпийских играх 2000 года, но у неё родился сын Иван. В 2001 году стала обладателем Кубка России по самбо, а в 2002 году — серебряным призёром чемпионата России по самбо и чемпионкой Европы по самбо. В 2005 году у неё родилась дочь Маша и Елена Троян перешла на тренерскую работу. С 2008 года работала в Полазненской СДЮШОР. Переехала в Батайск, где работает в детско-юношеской спортивной школе №2.

## Спортивные результаты
- Кубок России по самбо 2001 года — ;
- Чемпионат России по самбо среди женщин 2002 года — ;
- Чемпионат России по дзюдо 1998 года — ;
- Чемпионат России по дзюдо 2003 года — ;
- Чемпионат России по дзюдо 2004 года — ;